# Santiago Ramón y Cajal
Santiago Ramón y Cajal  (Spanish: [sanˈtjaɣo raˈmon i kaˈxal]; 1 tháng 5 năm 1852 – 18 tháng 10 năm 1934) là một người nghiên cứu bệnh lý học, mô học, thần kinh học người Tây Ban Nha. Ông cũng là một trong các nhà khoa học đoạt giải Nobel. Nghiên cứu tiên phong ban đầu của ông về cấu trúc vi mô của não bộ đã khiến ông được nhiều người coi là cha đẻ của khoa học thần kinh hiện đại. Nghệ thuật trong y học của ông đã trở thành huyền thoại, và hàng trăm bản vẽ của ông minh họa một cách tinh tế các tế bào não cho đến hiện nay vẫn đang được sử dụng cho các mục đích giáo dục và đào tạo.

## Kho ảnh do ông vẽ

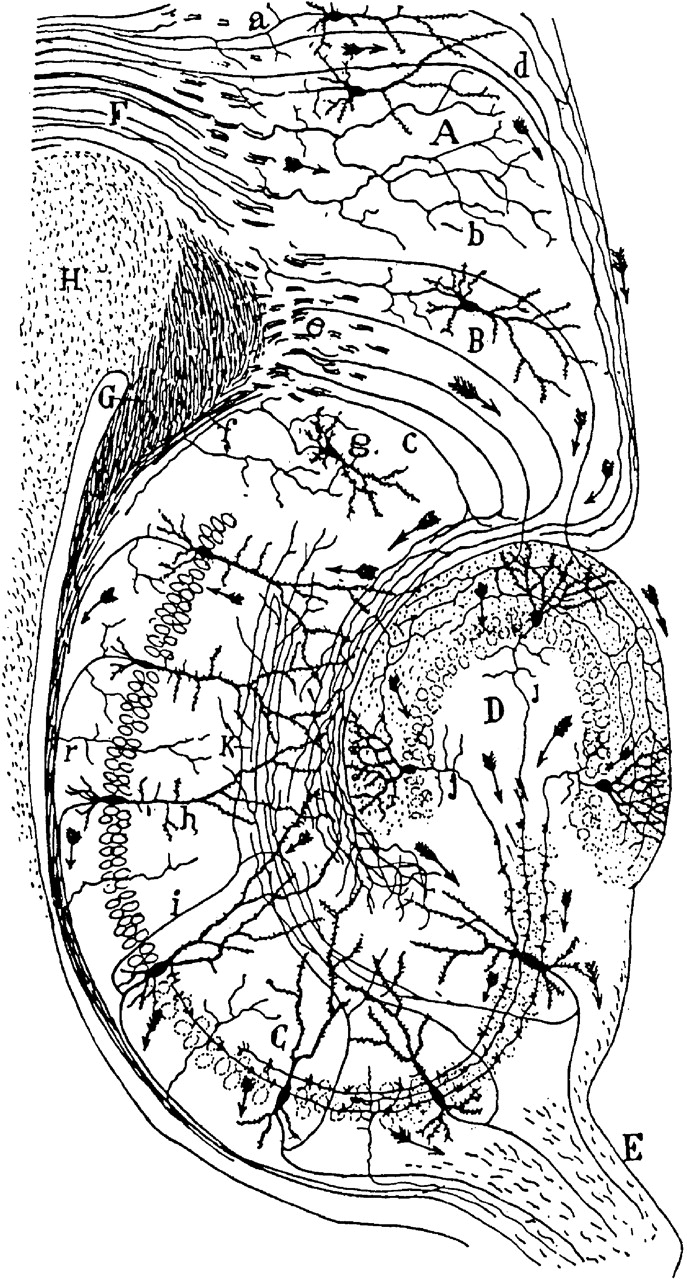
Drawing of the neural circuitry of the rodent hippocampus. Histologie du Système Nerveux de l'Homme et des Vertébrés, Vols. 1 and 2. A. Maloine. Paris. 1911
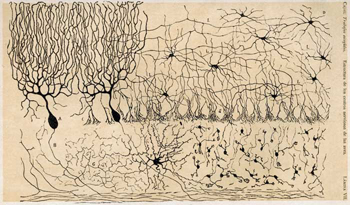
Drawing of the cells of the chick cerebellum, from "Estructura de los centros nerviosos de las aves", Madrid, 1905
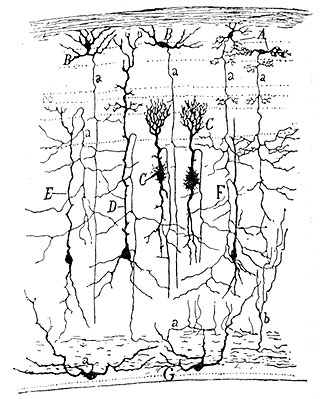
Drawing of a section through the optic tectum of a sparrow, from "Estructura de los centros nerviosos de las aves", Madrid, 1905
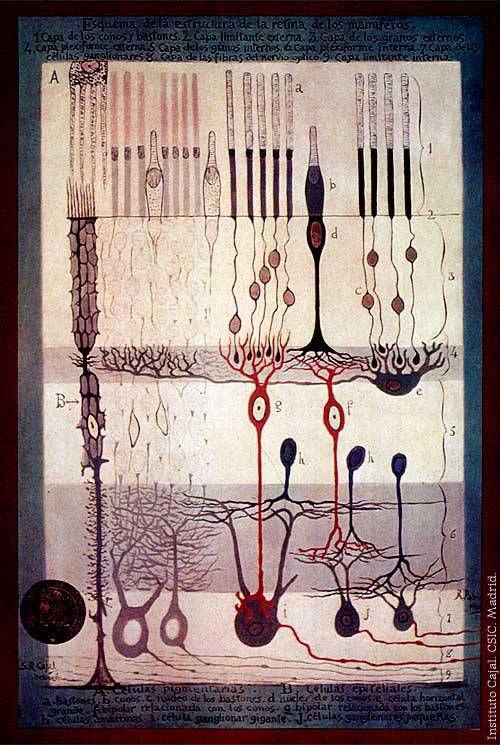
From "Structure of the Mammalian Retina" Madrid, 1900
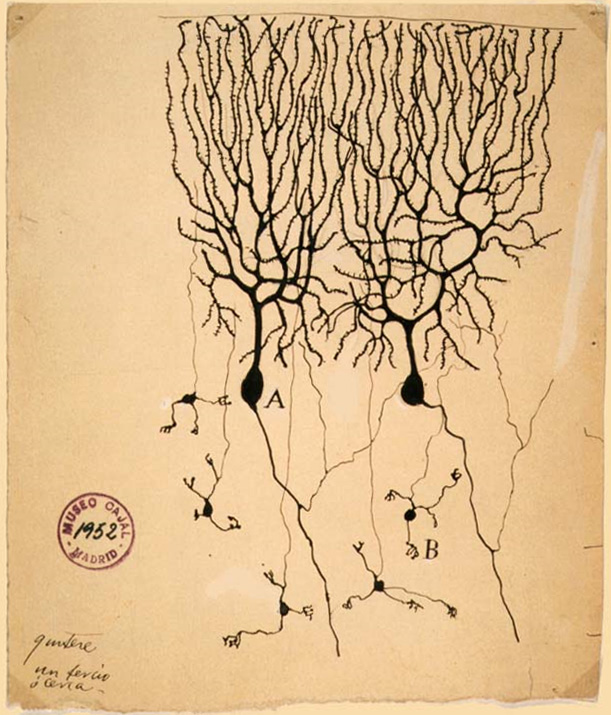
Drawing of Purkinje cells (A) and granule cells (B) from pigeon cerebellum by Santiago Ramón y Cajal, 1899. Instituto Santiago Ramón y Cajal, Madrid, Spain
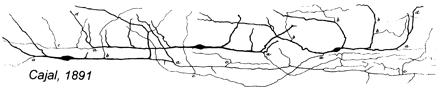
Drawing of Cajal-Retzius cells, 1891.
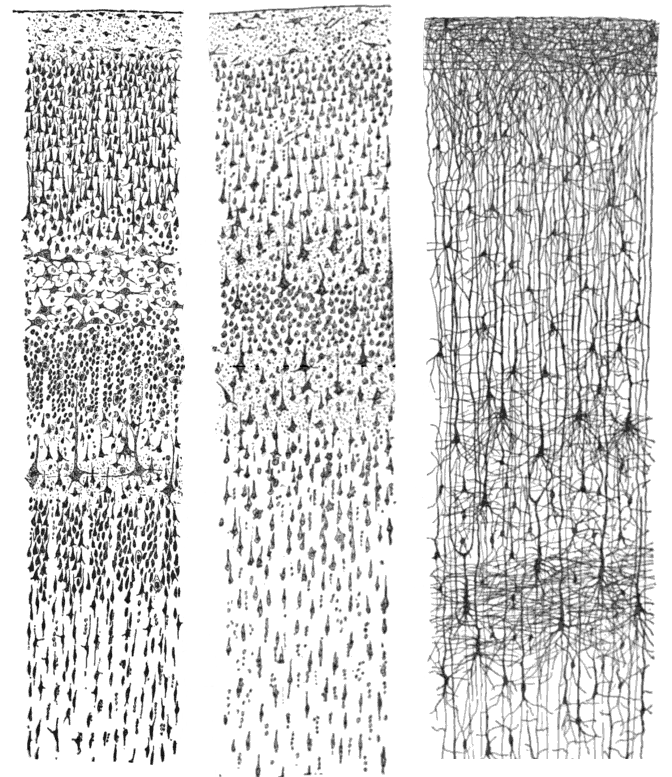
drawn in 1899, taken from the book "Comparative study of the sensory areas of the human cortex"

## Sách tham khảo
- Everdell, William R. (1998). The First Moderns. Chicago: University of Chicago Press. ISBN 0-226-22480-5.
- Mazzarello, Paolo (2010). Golgi: A Biography of the Founder of Modern Neuroscience. Translated by Aldo Badiani and Henry A. Buchtel. New York: Oxford University Press. ISBN 9780195337846.
- Ramón y Cajal, Santiago (1999) [1897]. Advice for a Young Investigator. Translated by Neely Swanson and Larry W. Swanson. Cambridge: MIT Press. ISBN 0-262-68150-1.
- Ramón y Cajal, Santiago (1937). Recuerdos de mi Vida (bằng tiếng Tây Ban Nha). Cambridge: MIT Press. ISBN 84-206-2290-7.